# Geofísica espacial
A geofísica espacial é a parte da geofísica que estuda o geoespaço. Pode ser também entendida como a parte da astronomia que estuda a região do espaço relevante para a Terra.